# ديين ويلسون
ديين ويلسون (بالإنجليزية: Deanne Wilson)‏ هي منافسة ألعاب القوى أمريكية، ولدت في 30 أبريل 1955.

## وصلات خارجية
- ديين ويلسون على موقع أوليمبيديا (الإنجليزية)